# یحیی‌آباد (بخش مرکزی سیرجان)
یحیی‌آباد، روستایی در دهستان شریف‌آباد از توابع بخش مرکزی شهرستان سیرجان در استان کرمان است.

## جمعیت
این روستا در شریف‌آباد قرار دارد و براساس سرشماری مرکز آمار ایران در سال ۱۳۹۵، جمعیت آن ۹۱ نفر (۱۶ خانوار) بوده‌است.